# Charles Billingslea
Charles Billingslea (Chicago (Illinois), 16 mei 1914 - Talbot (Maryland), 14 maart 1989) was een Amerikaanse officier. Hij werd op 8 oktober 1945 bij Koninklijk Besluit door koningin Wilhelmina benoemd tot Ridder in de Militaire Willems-Orde.
Kolonel Charles Billingslea was commandant van het 325e Glider Infantry Regiment, U.S. 82nd Airborne Division, een luchtlandingseenheid die tijdens Operatie Market Garden met zweefvliegtuigen afdaalde.
Tijdens de gevechten van de 82ste Airborne Division in het gebied van Nijmegen in de periode van 17 september tot 4 oktober 1944 heeft Charles Billingslea, zo vermeldt het Koninklijk Besluit, "zich onderscheiden door het bedrijven van uitstekende daden van moed, beleid en trouw. Daarbij herhaaldelijk blijk gegeven van buitengewone plichtsbetrachting en groot doorzettingsvermogen, en in alle opzichten een zeer loffelijk voorbeeld, een inspiratie geweest voor allen in die roemvolle dagen".

## Militaire loopbaan
- Cadet, United States Military Academy: 1 juli 193[3]
- Second Lieutenant, United States Army: 12 juni 1936[3]
- First Lieutenant, United States Army: 12 juni 1939[3]
- Captain (AUS), United States Army: 9 september 1940[3]
- Major  (AUS), United States Army: 1 februari 1942[3]
- Lieutenant Colonel (AUS), United States Army: 14 maart 1943[3]
- Colonel (AUS), United States Army: 29 oktober 1944[3]
- Captain, United States Army: 12 juni 1946[3]
- Colonel (AUS), United States Army: 29 juni 1951
- Lieutenant Colonel, United States Army: 7 juli 1953[3]
- Major General, United States Army: 1963 (gepensioneerd 1966; disability)[3]

## Onderscheidingen
- Distinguished Service Cross (2x)[3]
- Army Distinguished Service Medal
- Bronze Star (2x)[3]
- Army Commendation Medal (2x)[3]
- American Defense Service Medal[4]
- Bezettingsmedaille voor het Leger[4]
- Medaille voor Nationale Verdediging[4]
- Europa-Afrika-Midden Oosten Campagne Medaille[4]
- Amerikaanse Campagne Medaille[4]
- Presidential Unit Citation[4]
- Ridder der vierde klasse in de Militaire Willems-Orde op 8 oktober 1945[5][4]
- Orde van Militaire Verdienste[4]
- Orde van de Rode Ster[4]
- Gevechtsbadge Infanterist[4]
- 82nd Airborne Division shoulder sleeve insignia[4]
- Master Parachutist Badge met vier operationele sprongen[4]
- Fourragère[4]
- 2nd Infantry Division shoulder sleeve insignia[2]
- Overseas Service Bar (6)[4]

Charles Billingslea · Robert C. Blankenship · Charles King Boyd · Julian Aaron Cook · Daniel Frank Elam · Edward Simons Fulmer · Wesley Harris · Glenn Jonas · William Kero · Harry William Osborn Kinnard · Paul Lester · Joseph Myers · Herbert Edgar Schulman · Maxwell D. Taylor · Dewitt S. Terry · Reuben Henry III Tucker · Waverly W. Wray